# Elvira Hrabarenka
Elvira Hrabarenka (née Herman le 9 janvier 1997 à Pinsk) est une athlète biélorusse, spécialiste du 100 mètres haies, championne d'Europe en 2018 à Berlin.

## Biographie
Vainqueur des championnats d'Europe juniors 2015, elle remporte la médaille d'or des championnats du monde juniors 2016, à Bydgoszcz, en établissant un nouveau record de la compétition en 12 s 85.
Le 26 août 2017, elle décroche la médaille d'argent de l'Universiade à Taipei sur 100 m haies en 13 s 17, malgré un fort vent de face de - 1,3 m/s. Elle est battue par Nadine Visser (12 s 98).
Le 29 juin 2018, à Šamorín, Elvira Herman porte son record personnel à 12 s 64. Le 9 août 2018, dans le stade olympique de Berlin pour les championnats d'Europe, Elvira Herman surclasse ses adversaires et remporte le titre du 100 m haies en 12 s 67, devant les Allemandes Pamela Dutkiewicz (12 s 72) et Cindy Roleder (12 s 77). Elle remporte à 21 ans seulement son premier titre international sénior.
Le 11 juillet 2019, elle décroche le titre aux championnats d'Europe espoirs de Gävle en 12 s 70, meilleure performance personnelle de la saison et record des championnats.

## Palmarès
| Date | Compétition                       | Lieu             | Résultat | Épreuve     | Temps   |
| ---- | --------------------------------- | ---------------- | -------- | ----------- | ------- |
| 2014 | Jeux olympiques de la jeunesse    | Nankin           | 2e       | 100 m haies | 13 s 38 |
| 2015 | Championnats d'Europe juniors     | Eskilstuna       | 1re      | 100 m haies | 13 s 15 |
| 2016 | Championnats du monde juniors     | Bydgoszcz        | 1re      | 100 m haies | 12 s 85 |
| 2017 | Championnats d'Europe par équipes | Lille            | 9e       | 4 x 100 m   | 45 s 06 |
| 2017 | Championnats d'Europe espoirs     | Bydgoszcz        | 2e       | 100 m haies | 12 s 95 |
| 2017 | Universiade                       | Taipei           | 2e       | 100 m haies | 13 s 17 |
| 2018 | Championnats d'Europe             | Berlin           | 1re      | 100 m haies | 12 s 67 |
| 2018 | Coupe continentale                | Ostrava          | 4e       | 100 m haies | 12 s 91 |
| 2019 | Championnats d'Europe en salle    | Glasgow          | 3e       | 60 m haies  | 8 s 00  |
| 2019 | Jeux européens                    | Minsk            | 1re      | 100 m haies | 12 s 89 |
| 2019 | Championnats d'Europe espoirs     | Gävle            | 1re      | 100 m haies | 12 s 70 |
| 2019 | Championnats d'Europe par équipes | Sandnes          | 2e       | 100 m haies | 13 s 15 |
| 2019 | Ligue de diamant                  | Ligue de diamant | 7e       | 100 m haies | 13 s 12 |

## Records
| Épreuve     | Temps   | Lieu        | Date         |
| ----------- | ------- | ----------- | ------------ |
| 100 m haies | 12 s 62 | Cluj-Napoca | 20 juin 2022 |